# Un tal Alonso Quijano
Un tal Alonso Quijano es una película colombiana dirigida por la cineasta Libia Stella Gómez y protagonizada por Manuel José Sierra, Álvaro Rodríguez y Consuelo Luzardo. Fue estrenada gratuitamente el 1 de julio de 2020 en la popular plataforma de vídeo YouTube. La película alcanzó más de 500.000 visualizaciones en su estreno digital. 
Es el primer largometraje de la Escuela de Cine y Televisión de la Universidad Nacional de Colombia. Gran parte de las escenas se grabaron en el campus de dicha universidad, donde transcurre la historia. La producción contó con un presupuesto estimado de mil millones de pesos y con el apoyo de Caracol TV y de Dago García Producciones. El periodo de producción fue de cuatro años y durante el rodaje falleció el protagonista Manuel José Sierra, ante lo cual en múltiples escenas se utilizaron dobles para poder finalizarla.

## Sinopsis
Alonso Quijano es un profesor obsesionado con la obra maestra de Miguel de Cervantes Saavedra transita entre la delgada línea que separa la locura de la genialidad. Su cómplice, el empleado de veterinaria Santos Carrasco indaga en el pasado del profesor para tratar de descubrir la razón de su tan peculiar comportamiento.

## Reparto
- Álvaro Rodríguez es Santos Carrasco.
- Consuelo Luzardo es la Señora Rivero.
- Manuel José Sierra es Alonso Quijano.
- Brenda Quiñonez es Lorenza.
- Jerson Bernal es Hernán.